# Щитники-над-Качавою
Щитники-над-Качавою (пол. Szczytniki nad Kaczawą) — село в Польщі, у гміні Куниці Легницького повіту Нижньосілезького воєводства.
Населення — 305 осіб (2011).
У 1975-1998 роках село належало до Легницького воєводства.

## Демографія
Демографічна структура станом на 31 березня 2011 року:
|          | Загалом | Допрацездатний вік | Працездатний вік | Постпрацездатний вік |
| -------- | ------- | ------------------ | ---------------- | -------------------- |
| Чоловіки | 151     | 35                 | 104              | 12                   |
| Жінки    | 154     | 33                 | 93               | 28                   |
| Разом    | 305     | 68                 | 197              | 40                   |